# 0-2-2

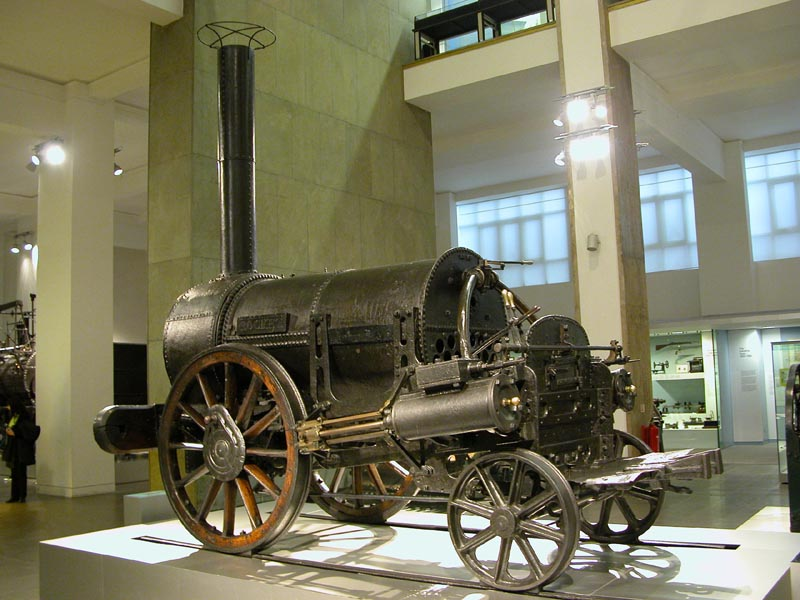
El Rocket de Stephenson, la primera locomotora 0-2-2. Esta es la condición después de la construcción, con los cilindros bajados de su posición original.

Un 0-2-2, en la notación Whyte para la clasificación de locomotoras de vapor por disposición de ruedas, es aquel que tiene dos ruedas motrices acopladas seguidas de dos ruedas traseras, sin ruedas delanteras . La configuración fue construida brevemente por Robert Stephenson and Company para el ferrocarril de Liverpool y Mánchester.[cita requerida]

## Clasificaciones equivalentes
Otras clasificaciones equivalentes son:[cita requerida]
- Clasificación UIC : A1 (también conocida como clasificación alemana y clasificación italiana )
- Clasificación francesa : 011
- Clasificación turca : 12
- Clasificación suiza : 1/2

## Ferrocarril de Liverpool y Mánchester
Rocket

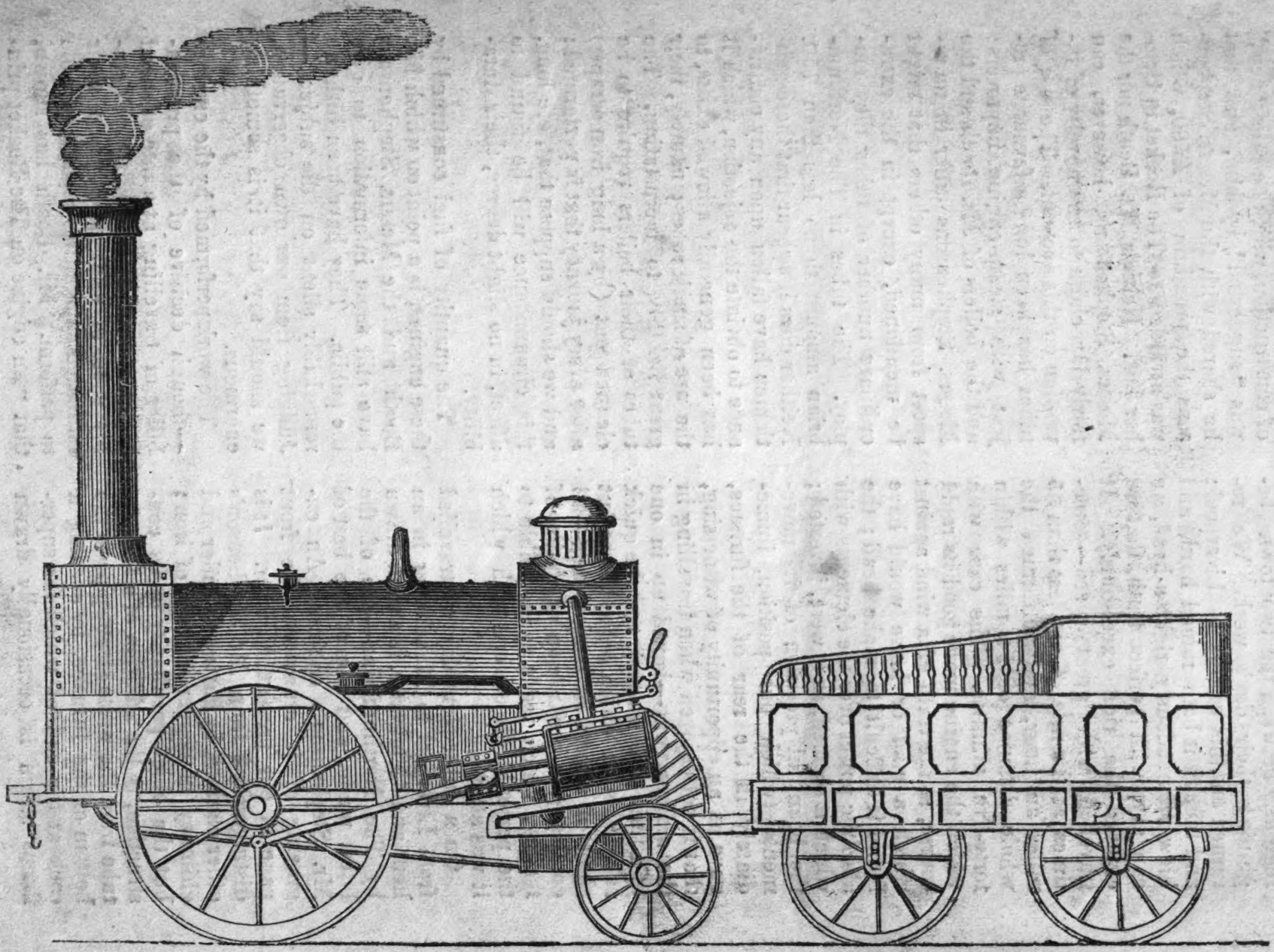
Locomotora Northumbria como se muestra en la edición del 16 de octubre de 1830 número de la revista mecánica.

La disposición de ruedas 0-2-2 o de Northumbria se utilizó por primera vez para el Rocket de Stephenson, su participación en los Rainhill Trials de 1829, un concurso para elegir un diseño de locomotora para el nuevo ferrocarril de Liverpool y Mánchester .  Stephenson reconoció que las reglas de la competencia favorecían una locomotora rápida y ligera con una potencia de transporte moderada.  Aunque los diseños anteriores de George Stephenson habían sido locomotoras de carga pesadas de cuatro acoplamientos, Rocket era casi completamente nueva. Stephenson era un defensor del ferrocarril de adhesión, en contra de la moda de la época, y creía que las cargas ligeras para Rainhill permitirían incluso un solo eje motriz. Esto permitió la simplificación de no requerir ni una transmisión por cadena entre los ejes ni la invención de Stephenson de las varillas de acoplamiento externas.[cita requerida]
Lograr una tracción adecuada requirió que más peso del Rocket estuviera sobre el eje motriz que sobre el eje de transporte. La pesada caldera se colocó hacia adelante, con el eje debajo, dando una disposición 0-2-2 en lugar de 2-2-0. Los cilindros estaban colocados en un ángulo pronunciado, como se usó el año anterior para Lancashire Witch, en lugar de los típicos cilindros verticales de este período. Por lo tanto, los cilindros estaban sobre la cámara de combustión y tanto el conductor como el bombero compartían una plataforma para los pies en el mismo extremo trasero del motor. Anteriormente, a menudo estaban separados en sus propios extremos del motor.[cita requerida]
Novedad
La novedad de Ericsson y Braithwaite para las pruebas fue una locomotora con tanque de pozo 0-2-2.  Tanto las ruedas motrices como las ruedas traseras eran del mismo tamaño, y es posible que también existiera la posibilidad de instalar una transmisión por cadena de acoplamiento para brindar una mejor adherencia "cuando fuera necesario". La novedad también se ha descrito como un diseño 2-2-0WT, [4] ya que no hay un "delantero" o "trasero" claro en este diseño.[cita requerida]
Northumbria
Rocket fue la única locomotora que completó las pruebas con éxito y Stephenson se convirtió en el proveedor de locomotoras de L&MR.[cita requerida]
El sistema 0-2-2 fue utilizado posteriormente por Robert Stephenson and Company en ocho locomotoras suministradas al ferrocarril de Liverpool y Mánchester después de 1829: Meteor, Comet, Dart, Arrow, Phoenix, North Star, Northumbrian y Majestic . Al igual que el Rocket reconstruido, estos tenían los cilindros colocados en una posición baja, casi horizontal.[cita requerida]
El tipo Northumbrian fue reemplazado por el tipo 2-2-0 Planet . Estos invirtieron el diseño, colocando los cilindros en el interior, entre los marcos y debajo de la caja de humo en la parte delantera. Los cilindros interiores estaban más juntos, dando menos par de balanceo y por lo tanto eran menos propensos a oscilaciones a gran velocidad. La colocación de los cilindros debajo de la caja de humo también permitió tubos de vapor y tubos de escape más cortos hasta el tubo de explosión, lo que brindó una mejor eficiencia. Las de Northumbria fueron las últimas y únicas locomotoras de producción con esta disposición de ruedas.[cita requerida]
Después de las Planetas, la mayoría de las locomotoras de pasajeros comenzaron a utilizar una disposición 2-2-2, con un eje portador delantero adicional para mejorar la conducción a alta velocidad.[cita requerida]

## Motores de tanque

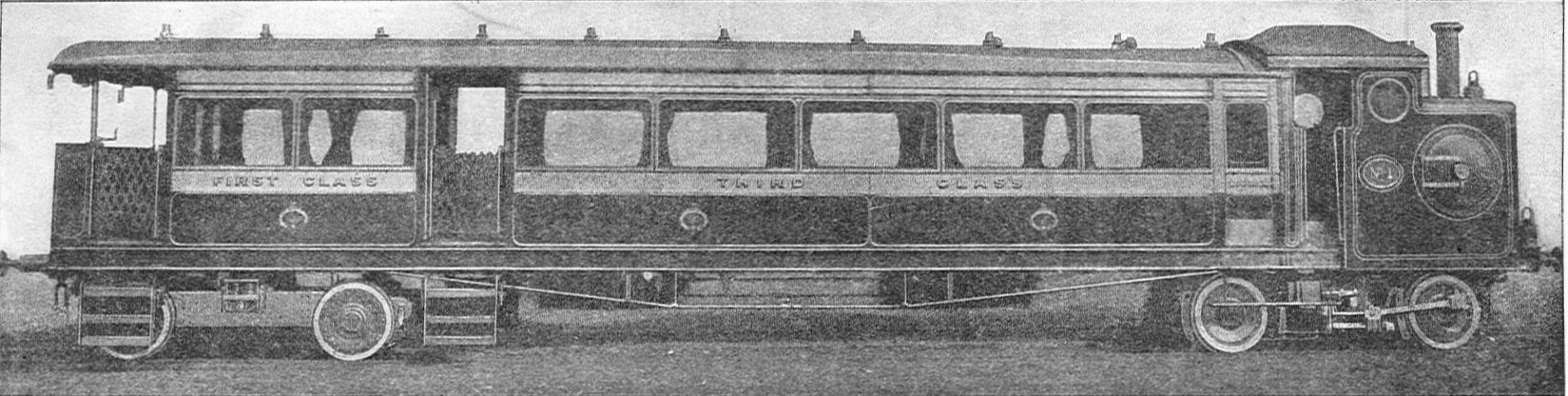
Motor de carril con unidad locomotora 0-2-2 c.1905

A principios del siglo XX, varias compañías ferroviarias del Reino Unido construyeron varios motores de ferrocarril donde la sección de locomotora tenía una disposición de ruedas 0-2-2, pero fueron diseñados para funcionar acoplados de forma semipermanente a una unidad de vagón.
La clase LSWR C14 utilizó un diseño similar, pero invertido como 2-2-0T. Su bajo peso adhesivo les dio un rendimiento pobre y la mitad de ellos fueron reconstruidos como el 0-4-0T S14.[cita requerida]